# 纵横家
纵横家，是中國战国时期連合政軍外交聯盟的一派，《汉书·艺文志》列为“九流十家”之一。縱橫家出現於戰國至秦漢之際，多為遊說策辯之士，可稱為中國史上最早之外交政治家。他們的出現主要是因為當時列國割據紛爭，需要在國力富足的基礎上，利用聯合、排斥、威逼、利誘不戰而勝，或輔之以兵法以較少的損失獲得最大的收益。縱橫家朝秦暮楚，事無定主，反覆無常，策計劃謀多基於國際現實政治要求。合縱派的主要代表是公孫衍和蘇秦，連橫派的主要代表是張儀。

## 歷史發展
先秦典籍《韓非子/五蠹》：「從者（合縱），合眾弱以攻一強也；而衡者（連橫），事一強以攻眾弱也。」“纵”与“横”的来历，据说是因南北向称为“纵”，东西向称为“横”。「縱」指「合縱」，指戰國時齊、楚、燕、韓、趙、魏等六國結盟南北向聯合抗秦的外交策略。「横」指「連橫」，即一強連一弱以破獲眾弱，指六國分别與秦國東西向結盟的外交策略。
戰國時期，齊在東，秦在西，東西兩強。其他五國在中，南北縱貫。
合縱，南北聯合，以抗東西強國。
連橫，連東或西一強國，對抗其餘他國
「縱橫家」，指遊說實行「合縱」或「連橫」外交策略的人物。縱橫家是九流十家中最講實務的，一切从客观出发，將當時天下化為棋局，并以取得成功为目标。縱橫者的主要目的就是趨利避害，而縱橫者大多出身寒微，為達成目的，途徑完全是實用主義、現實主義，使用「陰謀」往往多於「陽謀」，但卻往往起到「四兩撥千斤」之效果，如歷史上「三寸不爛之舌」可退百萬雄兵（可參見《戰國策》）。他們是一类杰出的谋士和辯士，一直是战国社会舞台上的活跃分子，并且举足轻重，被形容为“翻手为云，覆手变雨”，操纵战国斗争的局势。景春對孟子說：「公孫衍、張儀豈不誠大丈夫哉！一怒而諸侯懼，安居而天下熄。」

## 代表人物
纵横家的鼻祖是鬼谷子。纵横家的代表人物有公孫衍、张仪、蘇秦（其中蘇秦、张仪二人為同門師兄弟，同屬鬼谷子門生）。另有甘茂、司马错、乐毅、范雎、蔡泽、邹忌、毛遂、郦食其、蒯徹等，事皆详于《战国策》。

## 思想著作
縱橫家主要著作今僅存《鬼谷子》十三篇、《戰國策》三十三篇、《蘇子》三十一篇、《張子》十篇。
- 《鬼谷子》又作《捭闔策》一書講述軍事兵法，理論非常詳細具體，也非常微妙，讀者可有悟但不能道出精髓。《鬼谷子》後附《本經陰符七術》乃七篇修身養性之法，「本經」意為「基本規則」，即其學術派別的理論基礎，「陰符」意為暗合，意思是書中理論暗中符合「自然和人類社會規律」。鬼谷一生只留下此兩部著作。這本書重在用，若學縱橫捭闔之術必須要時常應用，若學而不用，實用主義、現實主義不能得到良好的宣洩排遣，縱橫之術容易反噬習者，往往容易使縱橫者的性格向陰暗一面發展，長久對個人人生必有害；必邊學邊用邊體會方可。
- 《陰符經》又作《黃帝陰符經》，偽托黃帝所作，但其寥寥三百餘字可從哲學、軍事、養生、自然規律等等角度都解釋通，相傳為戰國時期縱橫家、陰陽家、醫家、兵家、道家等思想流派的理論基礎，即這些思想流派的「本經」。此書與縱橫學派大有淵源。相傳鬼谷在其弟子蘇秦下山前交代他「若下山之後不得意，只需熟讀《陰符經》即可。」後蘇秦下山果真失意潦倒，後閉門苦讀，終成一代縱橫家。
- 《战国策》一书是游说辞总集，記錄戰國時代纵橫家谋士之言行軼事，古代也多作縱橫之術「課本」。有三大特点：一智谋细，二虚实间，三文辞妙。

## 今日的縱橫家
雖然縱橫家在秦朝以後就已從歷史上消失，但是今日的外交人員卻可以視為縱橫家。因為外交人員和使者，甚至是間諜在世界上各個國與國之間活動，進行遊說等工作，都與縱橫家類似。因此外交人員、使者和國際間諜也是縱橫家的現代版。